# Tourbillion
Tourbillion er en del af et automatisk urværk; det er den ring der hurtigt kører fra side til side og som får sekundviseren til at dreje rundt.
Tourbillion er mest udbredt, hvor ringen kører i én akse (1-dimensionelt), men er også lavet i både 2-aksers og 3-aksers udgaver (3-dimensionelt).
Teknologien er bl.a. set i urgiganten Breitlings urværker, og det ses til tider, at den fra side til side-roterende ring er integreret i urskiven, således at dens bevægelse er synlig.
Ordet "tourbillion" er fransk og betyder "hvirvelvind".

## Historie og udvikling
Abraham Louis Breguet (1747-1823) opfandt tourbillonen i 1795 for at eliminere ændringer i et lommeurs position (og den deraf følgende unøjagtighed). Patentet blev udstedt i Paris i 1801, og patentspecifikationen refererer til det som "Régulateur à Tourbillon".
Det er vigtigt at huske, at det var så besværligt at lave tourbillonen, at Breguet døde, før han nogensinde så den fungere ordentligt. Det var først mange år efter hans død, at den første tourbillon endelig blev leveret af Breguet-huset. Selvom mere komplekse mekanismer allerede kunne bearbejdes længe før tourbillonen kom frem, var ingen maskine eller mekanisk proces i stand til at bearbejde et tourbillonbur i stål og hærde det uden deformation. Den eneste måde at gøre det på var ved håndkraft. Det var først i slutningen af 1980'erne, da man fik styr på elektroerosion, at tourbillonen kunne bearbejdes.
Denne vanskelige udførelse gav de få urmagere, der var i stand til at færdiggøre en tourbillon, en vis anerkendelse af deres talent. Nogle eksperter har anslået, at der mellem 1801 og 1985 ikke blev produceret mere end 600 til 700 tourbilloner. Dette skøn omfatter ikke de industrielle tourbilloner, dvs. alle de tourbilloner, der blev bygget i massevis af amerikanerne fra 1880 og frem, og dem, der blev bygget i det franske og schweiziske Jura fra 1900 og frem. Blandt disse tourbilloner, der blev bygget i stort antal, varierede rotationshastighederne for de roterende dele - enten kun hæmningen eller hele værket - fra et minut til halvanden time. Alle disse industrielle tourbilloner med bure af messing eller nysølv beviser, at vanskeligheden ikke ligger i at rotere buret eller et værk, men i at fremstille et stålbur og hærde det uden deformation.